# Bösendorfer

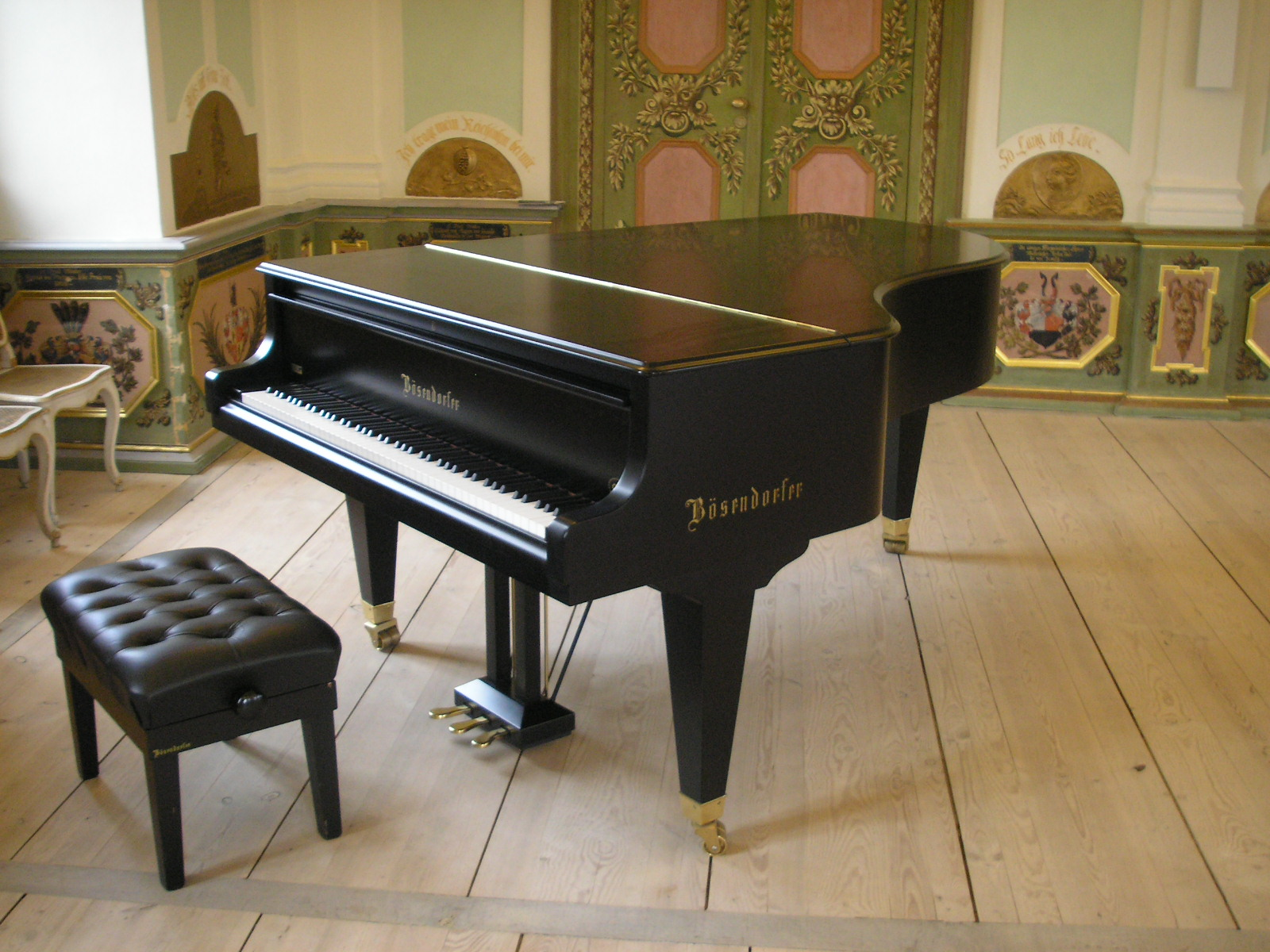
Flygel av Bösendorfer.

Bösendorfer är en österrikisk tillverkare av pianon och flyglar i Wien. Företaget är sedan 2008 ett helägt dotterbolag till Yamaha. Företaget grundades 1828 av Ignaz Bösendorfer. Bösendorfer är unikt då de utöver standardmodeller med 88 tangenter även tillverkar 97- och 92-tangentsmodeller.